# Henk Vroom
Hendrik Marinus (Henk) Vroom (Rotterdam, 28 januari 1945 – Bilthoven, 16 januari 2014) was een Nederlands godsdienstfilosoof.

## Biografie
Vroom volgde voortgezet onderwijs op het gymnasium Sorghvliet in Den Haag, waar hij in 1963 eindexamen-β deed. Vervolgens studeerde hij theologie aan de Vrije Universiteit in Amsterdam. In 1972 slaagde hij cum laude voor zijn doctoraalexamen. In dat jaar werd hij benoemd tot wetenschappelijk medewerker godsdienstfilosofie aan de Vrije Universiteit. Hij promoveerde in 1978 aan deze universiteit op een proefschrift "De schrift alleen?", een vergelijkend onderzoek naar de toetsing van theologische uitspraken volgens de openbaringstheologische visie van Torrance en de hermeneutisch-theologische opvattingen van Van Buren, Ebeling, Moltmann en Pannenberg. In 1992 werd hij benoemd tot hoogleraar godsdienstwijsbegeerte, apologetiek en encyclopedie der godgeleerdheid, waarmee hij de opvolger werd van Guus Meuleman. Hij ging in 2010 met emeritaat; zijn opvolger Willie van der Merwe was reeds in 2008 benoemd.
Vroom gold als een kenner van de Kyotoschool, een wijsgerige beweging van Japanse zenboeddhistische intellectuelen. Hij nam diverse malen deel aan dialoogsessies met Japanse filosofen als Masao Abe en Shizuteru Ueda. Als christelijk denker was hij ook betrokken bij de dialoog met de islam. Zo was hij van 2005 tot 2011 coördinator van het VU-Center of Islamic Theology.
Vroom was daarnaast van 1996 tot 2007 lid van het wetenschappelijk bureau van het CDA. Hij was lid van diverse commissies van de Protestantse Kerk in Nederland: van 1981 tot 1997 van de commissies voor de geloofsleer en de oecumene en sinds 2011 van de commissie interreligieuze dialoog.
Vroom overleed begin 2014 op 68-jarige leeftijd.